# Automotore FS 207
Gli automotori del gruppo FS 207 sono comunemente conosciuti con i soprannomi di "sogliole" e in particolare gli automotori dei gruppi FS 207 e 208 sono conosciuti anche come "i Badoni" poiché come i successori dei gruppi 210 e 211, sono una realizzazione della fabbrica Antonio Badoni Lecco (ABL), su licenza della fabbrica tedesca Breuer, a partire dal 1931 e rimasero in produzione, nelle varie serie fino al 1952, mentre il precedente gruppo 206 venne realizzato sempre su licenza Breuer dalle Officine Costamasnaga a Costamasnaga.
Il nomignolo di "sogliola" venne loro assegnato a causa della loro forma tipica: la cabina di manovra, unica e centrale era stretta e verticale, atta ad occupare pochissimo spazio tra i rotabili trainati, come del resto era contenuta la lunghezza complessiva di tutto il rotabile. In Nord Africa vennero invece chiamate "scatole di sardine" o anche "armadi viaggianti".
Nelle intenzioni progettuali il rotabile era destinato alle manovre nei piccoli scali ferroviari, nei depositi, nei raccordi civili e militari, di semplice manovrabilità e quindi adatto ad un uso universale.
Gli automotori del tipo "sogliola" vennero forniti anche all'Esercito, all'Aviazione e alla Marina italiana e prestarono servizio anche in Nord Africa nell'ultima guerra. Prodotto in svariate centinaia di unità hanno prestato servizio nelle Ferrovie dello Stato fino agli anni ottanta e vennero acquisiti anche da numerose società private per il servizio di movimentazione carri merci all'interno dei raccordi ferroviari industriali dove qualche esemplare presta ancora servizio.
La motorizzazione degli automorori del Gruppo 207, all'origine a benzina venne successivamente sostituita con un propulsore Diesel.
Gli automotori 206 - 207 e 208 hanno pressoché le stesse dimensioni e caratteristiche; differiscono solo nella motorizzazione e nel peso in servizio, maggiore di una tonnellata nella serie 208.

## Caratteristiche

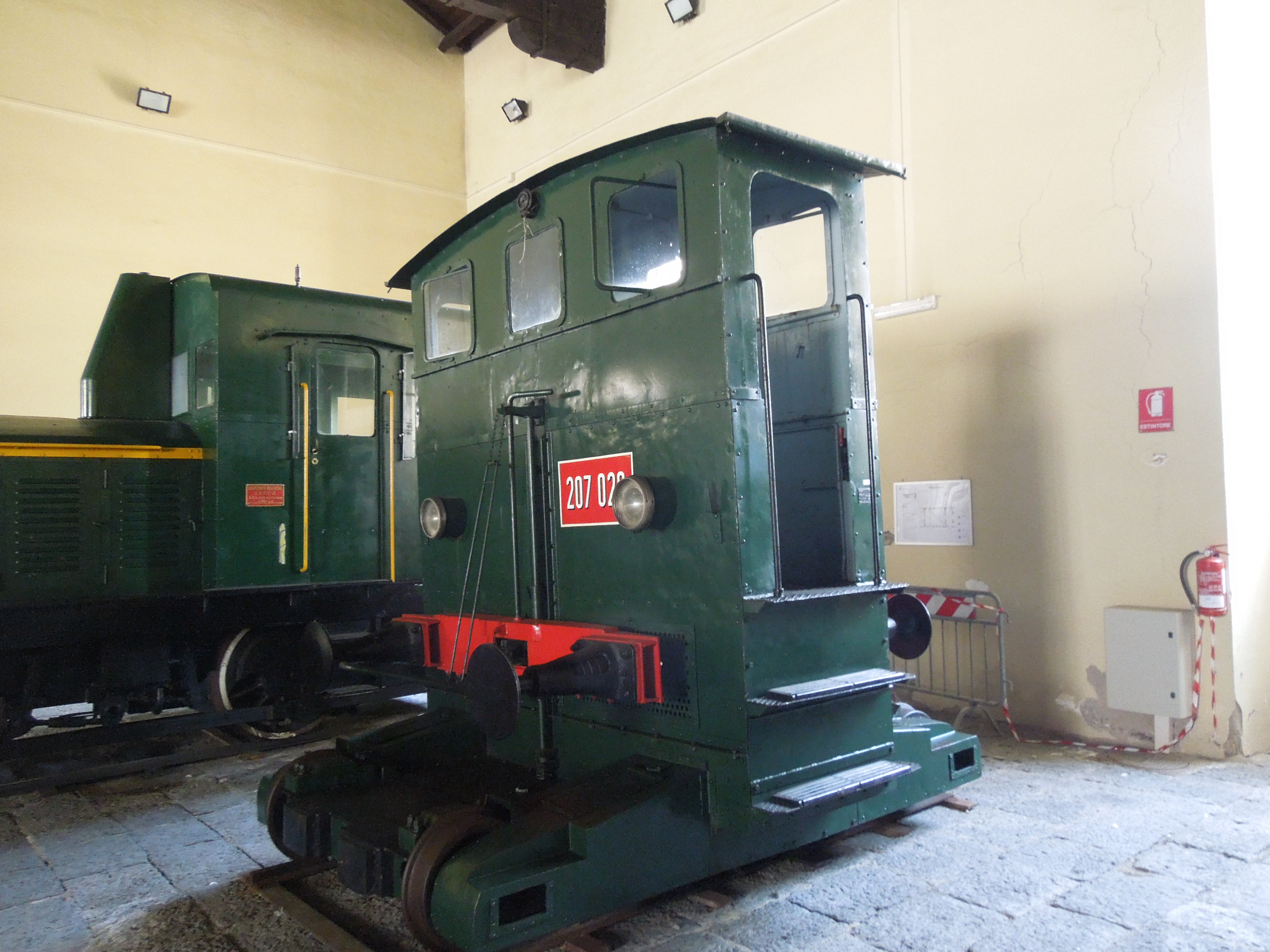
207.020 conservato presso Museo FS di Pietrarsa

Gli automotori da manovra 207 erano del tipo OBL IV B, ex gruppo 4100, costruiti in 71 esemplari tra il 1931 e il 1932 e hanno prestato servizio fino al 1984; inizialmente erano dotati di propulsore a benzina FIAT 235, sostituito nel 1955, in occasione delle Grandi Riparazioni, con un propulsore Diesel BRIF D65 N4L. La trasmissione era meccanica a catena di trasmissione e corona dentata con cambio a quattro velocità. Il carrello era a ruote piccole da 500 mm, a due assi motori. La velocità massima era di 30 km/h del tutto sufficiente allo scopo per cui il mezzo era stato costruito.

## Rotabili conservati
- L'automotore 207.020 è conservato presso il Museo FS dei rotabili storici di Pietrarsa;
- L'automotore 207.023 costruito da Badoni nel 1934 è ancora funzionante nel Museo Ferroviario della Puglia a Lecce;
- L'automotore 207.040 è esposto al Museo ferroviario di Trieste Campo Marzio;
- N° 2 sogliole alienate dall'Esercito Italiano sono state acquisite dal Museo Ferroviario Piemontese di Torino. ABL 4729 restaurata funzionante;
- L'automotore ABL 4102 è esposto a Verona, presso il centro direzionale del consorzio ZAI;